# Turba Philosophorum

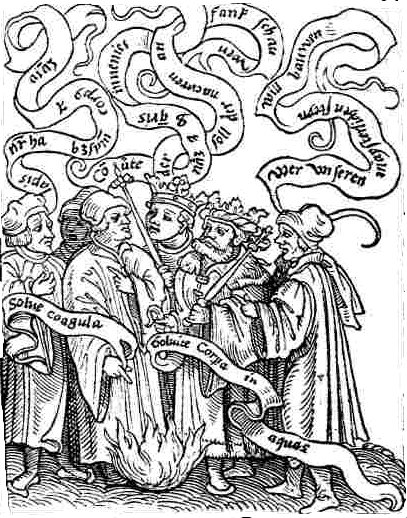
Turba Philosophorum

O Turba Philosophorum, também conhecido como Assembléia dos Filósofos', é um dos textos mais antigos já traduzidos do árabe, como o antigo manuscrito Picatrix, que ensina como adquirir energia do cosmos.  Considera-se que foi escrito c. 900 d.C.

## O texto
Para citar Plessner, "o  Turba Philosophorum , escrito em 900 dC, é um bem planejado e, do ponto de vista literário, uma tentativa notável de colocar a alquimia grega na língua árabe e adaptá-la à religião islâmica. ciência ". Martin Plessner," O Lugar do Philosophorum Turba no Desenvolvimento da Alquimia "ISIS, vol.  Nove filósofos participam de uma discussão, sendo que, uma vez que o texto tenha sido transcrito de volta para o árabe original, Anaximandro, Anaximenes, Anaxágoras, Empédocles, Arquelau, Leucipo, Ecphantus, Pitágoras e [[[Xenófanes]]. As declarações dos filósofos, embora geralmente diferentes das crenças conhecidas dos pré-socráticos, são geralmente reconhecíveis como conseqüências da filosofia grega. Eles discutem a matéria, como ela age e relacionam isso à cosmologia, com três teses apresentadas por Xenófanes em seu discurso de encerramento, sendo, novamente de Plessner:
- 1) O criador do Mundo é Allah, o Deus do Islã;
- 2) O mundo é de natureza uniforme;
- 3) Todas as criaturas do mundo superior, assim como do mundo inferior, são compostas de todos os quatro elementos".

## Período
Plessner argumenta que o Turba foi escrito por volta de 900 dC, com base no seguinte raciocínio. O texto mais antigo conhecido por usar o Turba é o Kitab al-Ma al-waraqi de Ibn Umail, que morreu em meados do séc X. Por sua vez, uma data anterior pode ser descartada pela aparição no texto de veneno escondido no corpo de uma mulher, que mata um dragão por seu abraço. O mito hindu da "donzela venenosa", que mata os homens por seu abraço, chegou à literatura árabe por volta da primeira metade do séc IX, com a tradução para o árabe do "Livro dos Venenos" atribuída ao indiano Canakya.